# Messy Situationz
Messy Situationz — дебютный студийный альбом американского рэпера Messy Marv, изданный 15 мая 1996 года лейблами Trigga Lock Records и Ammo Entertainment. Звукорежиссёр, ответственный за сведение: The Sekret Service. Исполнительные продюсеры: Ammo Entertainment, Devon Hartzfield, Michael Aizza, Michael Ohion, Shaka Dametz и сам Messy Marv. Благодаря успешному выпуску альбома, в частности с помощью принятия участия JT The Bigga Figga в продюсировании, Messy Marv получил свою первую известность.
Один из основных треков в альбоме The Back Streets был записано и сведён в студии звукозаписи The Labb, расположенной в Сан-Франциско. «Game to Be $old & Told» же был записан и сведён в студии Find Away Studio, также расположенной в Сан-Франциско. Остальные треки были записаны в Pajamas Studio в Окленде, а сведены в Live Oak Studio в Беркли.

## Список композиций
1. Ghetto Blues (при участии The Madd Felon)
2. Children’s Story
3. PHD’s (featuring HK)
4. In The Game
5. Dank Session
6. Messy Situationz
7. A Poor Man’s Dream (при участии JT The Bigga Figga и San Quinn)
8. On The DL
9. Ghetto Glamour Hood Hoe’s
10. Game To Be $old & Told
11. Too Hot
12. Freak Down (при участии Trev-G)
13. The Back Streets
14. The Chronic